# August Erren
August Erren (* 26. August 1896) war ein deutscher Apotheker.

## Werdegang
Erren war Inhaber der Lorettoapotheke in Freiburg im Breisgau. Von 1945 an war er zunächst Geschäftsführer und dann kommissarischer Leiter der südbadischen Apothekerschaft. Bei Gründung der Landesapothekerkammer Baden wurde er am 2. August 1947 zum Präsidenten gewählt. Nach Entstehen des Landes Baden-Württemberg blieb Erren Präsident der nunmehrigen Bezirksapothekerkammer Südbaden und gehörte dem Vorstand der Landesapothekerkammer Baden-Württemberg an.

## Ehrungen
- Dezember 1951: Verdienstkreuz am Bande der Bundesrepublik Deutschland
- 1967: Lesmüller-Medaille der Bundesapothekerkammer